# Ember József (labdarúgó)
Ember József (1908 – 1982) magyar labdarúgó, középcsatár, edző.

## Pályafutása

### Játékosként
A Budai 33 labdarúgója volt. Az 1928–29-es és 1929–30-as idényekben csapata legsikeresebb gólszerzője volt 11-11 góllal.

### Edzőként
1945 és 1946 között a Budai Barátság, 1949 és 1950 között az Újpesti TE élvonalbeli csapatának volt az edzője.
Több országban is tevékenykedett szövetségi kapitányként. 1958 és 1959 között Kínában, 1960 és 1962 között Ghánában, 1966-ban Nigériában vezette a válogatottak munkáját. Nigériában Hidas Gusztávval együtt töltötte be a pozíciót.

## Sikerei, díjai
- Mesteredző (1961)